# Wereldkampioenschap voetbal 1970 (kwalificatie)
71 landen schreven zich in voor de kwalificatieronden. Mexico (gastland) en Engeland (titelverdediger) waren al geplaatst.
Voor Europa waren negen tickets beschikbaar voor het WK, vorig WK tien. Engeland, West-Duitsland, Sovjet Unie, Italië en Bulgarije plaatsten zich opnieuw, de plaatsen van Portugal en Zwitserland, Hongarije, Spanje en Frankrijk werden overgenomen door respectievelijk Roemenië, Tsjecho-Slowakije, België en Zweden. Voor Zuid Amerika waren drie tickets beschikbaar, vorig WK vier. Brazilië en Uruguay waren er opnieuw bij, Peru versloeg Argentinië. Chili viel ook af. In Noord Amerika kreeg Mexico gezelschap van El Salvador, Afrika kreeg voor het eerst sinds 1934 een vertegenwoordiger in de vorm van Marokko en in Azië nam Israël de plaats in van Noord-Korea.

## Gekwalificeerde landen

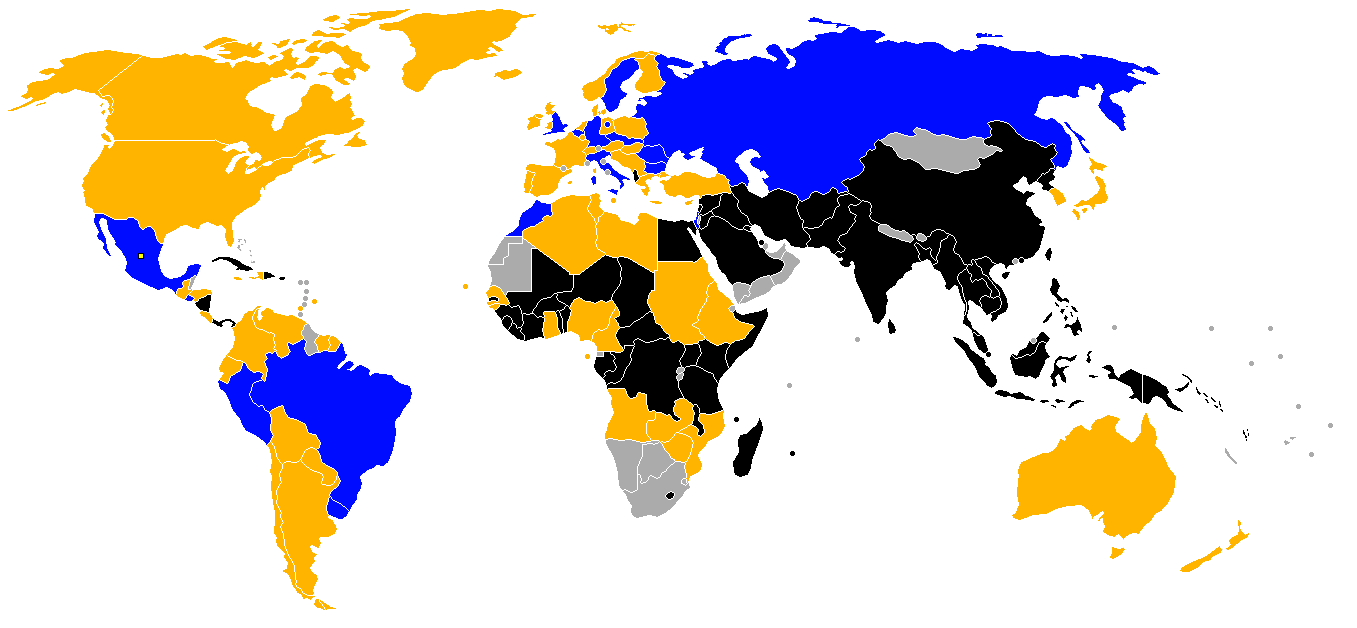
Gekwalificeerd voor het Wereldkampioenschap
Niet gekwalificeerd voor het Wereldkampioenschap
Niet ingeschreven voor de kwalificaties
Geen FIFA-lid

| FIFA-lid          | Confederatie | Kwalificatie    | Aantal dln. (incl. 1970) | Dln. op rij | Eerste dln. | Laatste dln. | Titels (excl. 1970) | Beste prestatie |
| ----------------- | ------------ | --------------- | ------------------------ | ----------- | ----------- | ------------ | ------------------- | --------------- |
| Mexico            | CONCACAF     | Gastland        | 7e                       | 6           | 1930        | 1966         | 0                   | Groepsfase      |
| Engeland          | UEFA         | Titelhouder     | 6e                       | 6           | 1950        | 1966         | 1                   | Kampioen        |
| Roemenië          | UEFA         | Winnaar groep 1 | 4e                       | 1           | 1930        | 1938         | 0                   | Groepsfase      |
| Tsjecho-Slowakije | UEFA         | Winnaar groep 2 | 6e                       | 1           | 1934        | 1962         | 0                   | Tweede          |
| Italië            | UEFA         | Winnaar groep 3 | 7e                       | 3           | 1934        | 1966         | 2                   | Winnaar         |
| Sovjet-Unie       | UEFA         | Winnaar groep 4 | 4e                       | 4           | 1958        | 1966         | 0                   | Vierde          |
| Zweden            | UEFA         | Winnaar groep 5 | 5e                       | 1           | 1934        | 1966         | 0                   | Tweede          |
| België            | UEFA         | Winnaar groep 6 | 5e                       | 1           | 1930        | 1954         | 0                   | Groepsfase      |
| West-Duitsland    | UEFA         | Winnaar groep 7 | 7e                       | 5           | 1934        | 1966         | 1                   | Kampioen        |
| Bulgarije         | UEFA         | Winnaar groep 8 | 3e                       | 3           | 1962        | 1966         | 0                   | Groepsfase      |
| Marokko           | CAF          | Finaleronde     | 1e                       | 1           | n.v.t.      | n.v.t.       | n.v.t.              | n.v.t.          |
| Israël            | AFC          | Finaleronde     | 1e                       | 1           | n.v.t.      | n.v.t.       | n.v.t.              | n.v.t.          |
| El Salvador       | CONCACAF     | Winnaar finale  | 1e                       | 1           | n.v.t.      | n.v.t.       | n.v.t.              | n.v.t.          |
| Peru              | CONMEBOL     | Winnaar groep 1 | 2                        | 1           | 1930        | 1930         | 0                   | Groepsfase      |
| Brazilië          | CONMEBOL     | Winnaar groep 2 | 9                        | 9           | 1930        | 1966         | 2                   | Kampioen        |
| Uruguay           | CONMEBOL     | Winnaar groep 3 | 6                        | 3           | 1930        | 1966         | 2                   | Kampioen        |